# Epidapus subgracillis
Epidapus subgracillis är en tvåvingeart som beskrevs av Menzel och Werner Mohrig 2006. Epidapus subgracillis ingår i släktet Epidapus och familjen sorgmyggor.
Artens utbredningsområde är Tjeckien. Inga underarter finns listade i Catalogue of Life.